# Ordinariat militaire du Pérou
L'ordinariat militaire du Pérou (en espagnol : Obispado castrense del Perù) est un ordinariat militaire de l'Église catholique au Pérou directement soumis au Saint-Siège.

## Territoire
L'ordinariat a juridiction sur les fidèles catholiques des forces armées péruviennes et de la police national même s'ils se trouvent en dehors des frontières du pays. Le siège est dans la ville de Lima avec la basilique et couvent Notre-Dame-de-la-Merci (es).

## Historique
Le vicariat militaire du Pérou est érigé le 15 mai 1943 par le décret Ad consulendum de la Congrégation des évêques. Il est élevé au rang d'ordinariat militaire le 21 avril 1986 par la constitution apostolique Spirituali militum curæ du pape Jean-Paul II.

## Évêques
- Juan Gualberto Guevara (13 janvier 1945 - 27 novembre 1954)
- Carlos Maria Jurgens Byrne, C.Ss.R (7 février 1954 - 17 décembre 1956), nommé archevêque de Cuzco
- Felipe Santiago Hermosa y Sarmiento (17 décembre 1956 - 12 août 1967)
- Alcides Mendoza Castro (12 août 1967 - 5 octobre 1983), nommé archevêque de Cuzco
- Eduardo Picher Peña (14 juin 1984 - 6 février 1996)
- Miguel Cabrejos Vidarte, O.F.M (6 février 1996 - 29 juillet 1999), nommé archevêque de Trujillo
- Salvador Piñeiro García-Calderón (21 juillet 2001 - 30 octobre 2012)
- Guillermo Abanto Guzmán (30 octobre 2012 - 20 juillet 2013)
- Juan Carlos Vera Plasencia, M.S.C, depuis le 16 juillet 2014